# Coupe de Turquie de football 2015-2016
Navigation
Édition précédente Édition suivante
La Coupe de Turquie de football 2015-2016, est la 54e édition de la Coupe de Turquie. Elle est remportée par le Galatasaray qui bat en finale le Fenerbahçe 1-0, le 26 mai 2016 à l'Antalya Arena.
Elle est organisée par la Fédération de Turquie de football (TFF). La compétition met aux prises 156 clubs amateurs et professionnels à travers la Turquie.
Le vainqueur sera qualifié pour la Ligue Europa 2016-2017.
Galatasaray est le tenant du titre.

## Résultats

### Huitièmes de finale
| Club                   | Score | Club                 |
| ---------------------- | ----- | -------------------- |
| İstanbul Başakşehir FK | 4 - 0 | Tepecik Belediyespor |
| Bursaspor              | 1 - 2 | Amed SK              |
| Sivas Belediyespor     | 0 - 2 | Çaykur Rizespor      |
| Bucaspor               | 0 - 2 | Beşiktaş JK          |
| Galatasaray SKT        | 3 - 1 | Gaziantepspor        |
| Trabzonspor            | 0 - 1 | Akhisar Belediyespor |
| Konyaspor              | 1 - 0 | Antalyaspor          |
| Fenerbahçe SK          | 1 - 0 | Kayserispor          |

### Quarts de finale
| Club                   | Match aller | Total | Match retour | Club            |
| ---------------------- | ----------- | ----- | ------------ | --------------- |
| İstanbul Başakşehir FK | 0 - 2       | 0 - 3 | 0 - 1        | Çaykur Rizespor |
| Akhisar Belediyespor   | 1 - 2       | 2 - 3 | 1 - 1        | Galatasaray SKT |
| Beşiktaş JK            | 1 - 2       | 1 - 3 | 0 - 1        | Konyaspor       |
| Amed SK                | 3 - 3       | 4 - 6 | 1 - 3        | Fenerbahçe SK   |

### Demi-finales
| Club            | Match aller | Total | Match retour | Club            |
| --------------- | ----------- | ----- | ------------ | --------------- |
| Çaykur Rizespor | 1 - 3       | 1 - 3 | 0 - 0        | Galatasaray SKT |
| Konyaspor       | 0 - 3       | 0 - 5 | 0 - 2        | Fenerbahçe SK   |

### Finale
| Finale                 | Galatasaray SK                                                               | 1 - 0   | Fenerbahçe SK         | Antalya Arena, Antalya                         |                                                |
| 26 mai 2016 21h15 CEST | Podolski 31e                                                                 | (1 - 0) |                       | Spectateurs : 32 539 Arbitrage : Mete Kalkavan | Spectateurs : 32 539 Arbitrage : Mete Kalkavan |
| 26 mai 2016 21h15 CEST | Muslera 37e · Kaya 61e · Balta 70e · Öztekin 71e · İnan 90+e · Sarıoğlu 90+e | Rapport | 37e Potuk · 90+e Nani | Spectateurs : 32 539 Arbitrage : Mete Kalkavan | Spectateurs : 32 539 Arbitrage : Mete Kalkavan |